# Holenbroeder

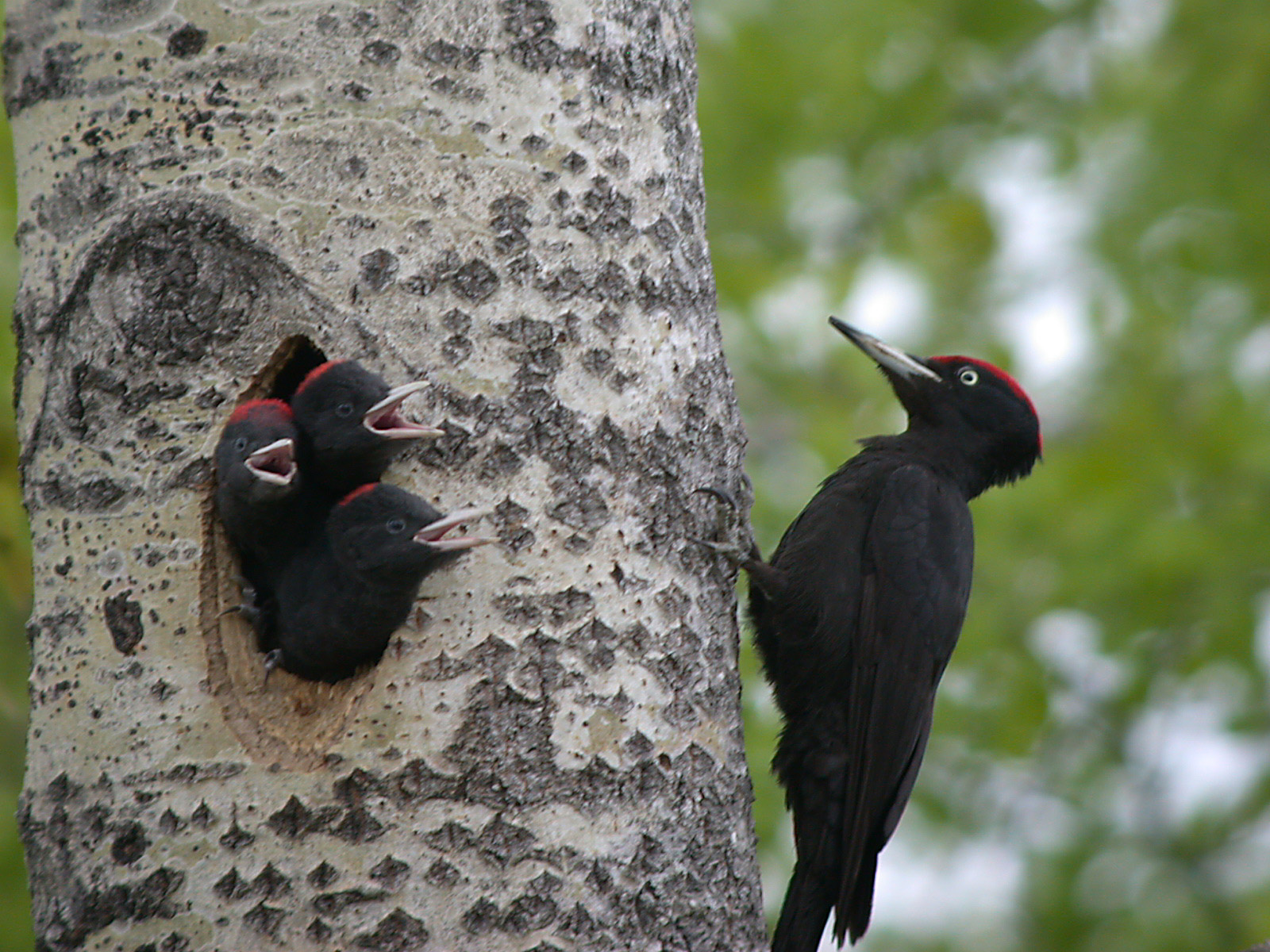
Zwarte specht met jongen in boomholte

Holenbroeders zijn meestal vogels die in holen broeden. Hieronder vallen de spechten (die zelf hun holen uithakken) en vogels die een reeds aanwezig hol gebruiken zoals uilen, kauwen, boomklevers, spreeuwen, holenduiven, veel soorten mezen en de halsbandparkiet.
Ook buiten bosgebieden zijn vogelsoorten die holenbroeders worden genoemd omdat ze in (konijnen-)holen in de grond nestelen zoals de bergeend en de tapuit.